# 品牌權益
品牌权益（英語：Brand equity）是一种战略意义很高但又难以量化的概念。很多商業专家发展出了各种品牌权益的定义，以及相对应的分析工具，但是目前营销界还不存在一个普遍共识(O. I. Moisescu) （页面存档备份，存于）。

## 品牌资产与品牌权益
衡量一個品牌的價值一般涉及到两个概念：品牌资产和品牌权益。品牌资产是品牌未来的盈利能力的现值(present value)，来自消费者的购买偏好(Keller 1993)，品牌权益是品牌未来盈利扣除掉与品牌相关后的“留存收益”现值。
品牌资产 = 品牌负债 + 品牌权益
这里的“资产”、“权益”的概念显然直接借鉴自公司财务方法，这种处理使品牌估值很方便地与公司财务管理的传统体系对接。品牌资产与品牌权益的估值使营销费用的资本化(capitalization)拥有了直观的依据，将企业传统观念中的“营销费用”转变为“营销投资”(Bluemelhuber)。

## 品牌价值的测量

### 两个定价基准
通常品牌和专利、经营权等无形资产一样，不能用历史成本反映其未来价值，因而普遍使用收入估计和盯住市值(Mark-to-Market)两种方法进行定价。盯住市值方法因为更为直接，在并购活跃的时期更为有用。实际上，1970-80年代正是企业并购活动日趋活跃的时代，会计界关于历史成本会计原则(Historical Cost Accounting)与市值原则(Mark-to-Market)适用性进行了持续的争论与改进(Zeff 2007)。这与品牌价值在投资决策中的重要性日渐上升发生在同一时代(Kotler 1984)。品牌资产、品牌权益的概念，也正是作为企业并购投资的辅助概念出现、并且在越来越普遍的溢价收购中被广为接受的。
使用盯住市值方法测量品牌价值时，因为面对两个“市场”，即商品市场和资本市场，造成了“盯住市值”时存在两个“锚”，即两个定价基准的存在：对品牌资产和品牌权益可以分别使用收入法与盯住市值法(M2M)法定价，但没有一种方法包含了品牌资产与品牌权益的换算关系。

### 三种调研方法
理论上，品牌估值有三类基本方法：消费者调研、专家评估、资本市场。阻碍业界将品牌价值与决策模型进一步整合的主要问题是品牌价值评估方法——目前业界和学界的实践中，适用性、有效性与可操作性仍不令人满意。

#### 1.消费者调研方法
消费者调研的直接结果是消费者的品牌偏好，包括通常意义上的品牌知名度、美誉度、忠诚度等等。Keller(Keller 1993)，Millward Brown的Brandz(BrandZ 2011)，Young and Rubican的BAV等方法都是基于消费者调研完成品牌估值的。这种方法的实质是建立基于实证研究数据的回归模型。
消费者调研测量的是品牌资产，没有提供品牌负债的估值方法，而品牌负债又往往来源于企业内部，成本更难于估计，所以消费者调研方法能够获得品牌资产的直接估计，但这一结果与品牌权益之前缺乏直观的关系(Billett and Jiang 2010)。为解决这一问题，Park(CS Park, 1994)、Aaker(Aaker, 1996)等人提出CBBE（Consumer Based Brand Equity）概念，即直接测量某一品牌产品相比其他产品的溢价，将之作为品牌权益的计算依据。这种做法表面上绕过了品牌资产，实际上仍未回答市场溢价与营销成本的关系(Chattopadhyay & Shivani, 2008)，也就是说其品牌权益的计算过程中无法有效扣除品牌负债的价值。

#### 2.专家评估方法
进行专家评估通常需要组织一个专家群体，依赖每一位专家基于行业历史数据和市场调研结果对品牌价值作出判断。Interbrand和Brand Finance等机构是使用专家评估方法进行品牌定价的业界代表。
专家评估实际上是一种混合方法，专家需要对品牌未来盈利能力做出一系列假设。显然，在这种方法体系下，无论使用何种假设框架，个人判断都是至关重要的。例如Interbrand使用EVA作为品牌盈利能力的近似(Interbrand)。这使得基于专家评估的品牌定价缺乏可重复性，且与其他专家决策过程类似地面临人的认知-行为偏差导致的行为金融学效应。

#### 3.资本市场方法
资本市场方法是通过分析资本市场数据，从公司市值中分离出品牌权益价值。资本市场方法建立在有效市场假说（Efficient-market hypothesis）的基础之上，假设公司股价所反映的市值包含了公司的有形资产市值和无形资产市值，其中无形资产市值又来源于品牌价值、生产成本优势、行业竞争结构(Simon and Sullivan 1993)。从而，对单一品牌公司来说，品牌权益价值就可以通过测量行业平均资产价格水平推算出来。
资本市场方法具有清晰、完整的理论框架，但在业界很少被采用。实证研究显示，目前资本市场并没有反映品牌价值(Mizik and Jacobson 2008)，市场对品牌的定价存在长期套利机会(Yandiev 2007)，也就是说，在现实的资本市场中，资本市场的品牌估值仍然存在不可忽视的偏差。这可能是因为（1）缺乏有效金融工具，（2）市场流动性不足，（3）品牌套利思想尚未被主流投资者接受。